# Bijagós

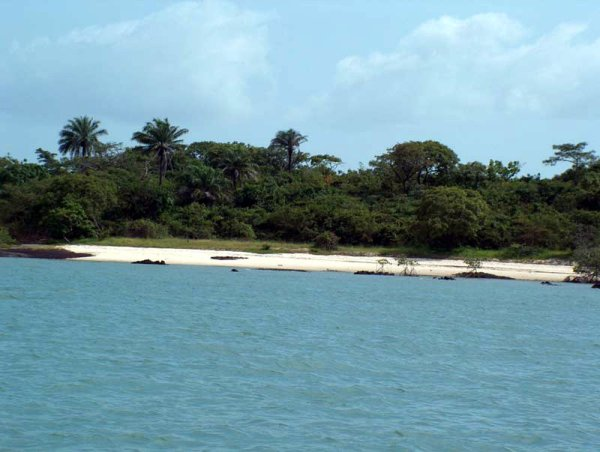
Bijagós

Bijagós (port. Arquipélago dos Bijagós) – archipelag, w skład którego wchodzi 88 wysp na Oceanie Atlantyckim, o łącznej powierzchni 2624 km², należący do Gwinei Bissau. W czasach przedkolonialnych wyspy te były ważną przystanią w szlakach handlowych wzdłuż Afryki Zachodniej. Kontrolę nad wyspami Portugalia uzyskała dopiero w 1936.

## Ludność i turystyka
Ludność archipelagu (jego 23 zamieszkanych wysp) wynosi 33,93 tys. osób (2008), którzy w dużej mierze zachowali pierwotny, oparty na rolnictwie i łowiectwie, tryb życia. Południowe wyspy archipelagu są rezerwatem przyrody. Niektóre z wysp (Bubaque, Bolama, Caravela) posiadają znaczenie turystyczne, którego nie utraciły nawet w czasach krwawych rozruchów w kontynentalnej części Gwinei Bissau.

## Przyroda
Wpływające z kontynentu duże rzeki stwarzają w obrębie archipelagu sprzyjające warunki do bytowania i rozrodu wielu gatunków ryb. Sprzyja to turystyce wędkarskiej. Występują tu m.in. barrakudy w wielkich ławicach, karanks atlantycki i tarpon atlantycki.

## Wyspy
Najważniejsze wyspy archipelagu stanowią:
- Formosa 11°28′12″N 15°58′48″W/11,470000 -15,980000 pow. 140,3 km²; linia brzegowa 77,6 km
- Caravela 11°34′39″N 16°16′33″W/11,577500 -16,275833 pow. 128,0 km²; linia brzegowa 56,6 km; ludność 10 510; gęstość 82,1 os./km²
- Orango 11°06′11″N 16°09′10″W/11,103056 -16,152778 pow. 122,7 km² (dł. 22,5 km; szer. 22,5 km)
- Roxa 11°14′40″N 15°43′25″W/11,244444 -15,723611 pow. 111,0 km²
- Orangozinho 11°07′11″N 15°55′54″W/11,119722 -15,931667 pow. 107,0 km²; linia brzegowa 76,1 km
- Uno 11°06′11″N 16°09′10″W/11,103056 -16,152778 pow. 104,0 km²;
- Carache 11°25′11″N 16°18′52″W/11,419722 -16,314444 pow. 80,4 km² (dł. 18,7 km; szer. 7,3 km); linia brzegowa 46,4 km
- Bubaque 11°14′58″N 15°51′51″W/11,249444 -15,864167 pow. 75 km² (dł. 13,6 km; szer. 8 km); ludność 9244 (2008); gęstość 123,3 os./km²
- Bolama 11°34′28″N 15°30′57″W/11,574444 -15,515833 pow. 65 km²; linia brzegowa 70,7 km; ludność 10 000 (2009); gęstość 153,8 os./km²
- Galinhas 11°28′06″N 15°58′40″W/11,468333 -15,977778 pow. 50 km²; ludność 1500; gęstość 30,0 os./km²
- Canogo
- Cavalos
- Edana
- Enu
- Imbane
- João Viera
- Maio
- Meio
- Meneque
- Poilão
- Ponta
- Porcos
- Rubane
- Soga
- Unhacomo
- Uracane